# 雄烷二醇
雄烷二醇（英語：Androstanediol，通常指的是3α-雄烷二醇，缩写3α-diol，全称5α-雄烷-3α,17β-二醇，5α-androstane-3α,17β-diol）是一种内源性的弱雄激素，也是双氢睾酮（DHT）的主要代谢产物。